# Hooge troeven
Hooge troeven is een novelle van Louis Couperus die voor het eerst verscheen in 1896 bij zijn vaste uitgever L.J. Veen.

## Geschiedenis
In september 1895 schreef Couperus aan Lambertus Jacobus Veen dat hij bezig was met een novelle die zou worden voorgepubliceerd in De Gids. Maar het tijdschrift bleek daar voor februari 1896 geen ruimte voor te hebben. Daarop stelde Couperus aan Veen voor om de novelle zonder voorpublicatie uit te geven. Veen suggereerde nog om een voorpublicatie in het door hem uitgegeven weekblad voor jonge dames De Hollandsche Lelie te laten verschijnen. Couperus antwoordde dat de novelle voor jonge dames ongeschikt was, daar er een jonge koning in voorkomt die een hofdame verleidt... Vervolgens werd, vanwege de omvang, nog overwogen om het samen met De verzoeking van den H. Antonius in een band uit te geven, maar dat bleek vanwege die omvang niet nodig en er verschenen uiteindelijk twee boeken.
Hooge troeven verscheen in mei 1896, met een band naar ontwerp van H.P. Berlage. Het boek werd goed verkocht en al snel werd gedacht aan een tweede druk. Die kwam er echter pas in 1908. In 1980 verscheen bij Veen nog een fotomechanische herdruk van die eerste druk met een nawoord van Marijke Stapert-Eggen. Nog in datzelfde jaar werd het opgenomen in De koningsromans, waarin ook de boeken Majesteit en Wereldvrede waren opgenomen; met die laatste bundeling werden deze drie boeken vaak in het vervolg aangeduid als 'de koningsromans' van Couperus.